# 최은영 (소설가)
최은영(1984년~)은 대한민국의 소설가이다. 1984년 경기 광명에서 태어나 고려대학교 국문과를 졸업했다. 2013년 중편소설 《쇼코의 미소》로 작가세계 신인상을 받으며 등단했다.

## 생애
최은영은 1984년 경기도 광명에서 태어났다. 어려서부터 혼자 버스를 타고 다니며 생각을 많이 했다. 일기도 쓰고 소설 읽는 것도 좋아했다. 양귀자, 은희경 등 여성 작가의 글을 읽고 글을 쓰고 싶다는 욕망을 가지게 되었고 고등학교 때 처음 소설을 썼다. 글을 쓰고 싶었지만 소설가가 될 수 없다고 생각했고 대학 때 교지 편집부에서 활동하며 자신보다 글을 잘 쓰는 사람을 많이 보다 보니 그들에 비해 자신은 글을 못 쓴다고 생각했다. 때문에 글 쓰고 싶다는 욕망을 누르며 살다가 20대 후반이 되어 글을 쓰고 싶다는 욕망이 다시 생겼다. 막연하게 글이 쓰고 싶어 고려대학교 국문과에 진학해 글을 쓰고 싶다는 생각을 했고 그러다 소설에 빠져들어 소설을 쓰고 2년 동안 신춘 문예 공모전에 투고 했지만 계속 떨어졌다. 출품하는 소설마다 심사평에 오르지 못하던 시절을 대학원에서 편혜영, 강영숙 작가의 수업을 들으며 이겨냈다. 무엇보다 자신의 업이라는 확신으로 버텼다. 2013년 《쇼코의 미소》로 작가세계 신인상에 당선되어 등단했고, 제 5회 젊은 작가상, 제 8회 허균문학작가상을 수상했다.

## 문학관
"자기 자신이라는 이유만으로 멸시와 혐오의 대상이 되는 사람들 쪽에서 세상을 바라보는 작가가 되고 싶다. 그 길에서 나 또한 두려움 없이, 온전한 나 자신이 되었으면 좋겠다." (《쇼코의 미소》, 작가의 말 중에서)

## 수상
- 2013년 작가세계 신인상
- 2014년 제5회 문학동네 젊은작가상
- 2016년 제8회 허균문학작가상
- 2017년 제9회 구상문학상 젊은작가상
- 2017년 제24회 김준성문학상
- 2017년 제1회 이해조소설문학상
- 2018년 제51회 한국일보문학상
- 2020년 제11회 문학동네 젊은작가상

## 저서

### 소설집
- 《쇼코의 미소》 (2016년, 문학동네)
- 《내게 무해한 사람》 (2018년, 문학동네)
- 《애쓰지 않아도》 (2022년, 마음산책)
- 《아주 희미한 빛으로도》 (2023년, 문학동네)

### 장편소설
- 《밝은 밤》 (2021년, 문학동네)

### 공동저서
- 《현남 오빠에게》 (2017년, 다산책방)
- 《파인 다이닝》 (2018년, 은행나무)
- 《다름 아닌 사랑과 자유》 (2019년, 문학동네)
- 《공공연한 고양이》 (2019년, 자음과 모음)